# Келлі Роуленд
Ке́ллі Ро́уленд (англ. Kelly Rowland; нар. 11 лютого 1981, Атланта, Джорджія, США) — американська співачка, авторка текстів, акторка та модель. Виступає в стилі сучасний ритм-енд-блюз. Екс-учасниця жіночого гурту «Destiny's Child».

## Кар'єра
Народилася 11 лютого 1981 року в Атланті, Джорджія, США.
Здобула популярність як одна із засновниць відомого американського гурту «Destiny's Child» — R&B-гурту, альбоми якого продавались найкраще у світі, згідно з даними World Music Awards і Sony BMG. Після серії успішних альбомів у складі гурту, і співпраці з репером Nelly над синглом «Dilemma», який отримав «Греммі» в номінації «Найкращий реп/пісенне спільне виконання», Роуленд випустила свій перший сольний альбом «Simply Deep» (2002). Альбом мав комерційний успіх, було продано більше 2,5 млн копій («Simply Deep» досяг 1-го місця в хіт-параді Великої Британії і 12-го місця в хіт-параді американського журналу «Billboard» ).
Другий альбом «Ms. Kelly» (2007) вийшов 25 червня в Європі, 3 липня в США. Включав сингли «Like This» (у співпраці з реп-виконавицею Eve), «Ghetto» (у співпраці з репером Snoop Dogg), «Work». У США «Ms. Kelly» піднявся на 6-е місце хіт-параду «Billboard», у Великій Британії альбом досяг 37-го рядка національного хіт-параду. У перевидання «Ms. Kelly», яке отримало назву «Ms. Kelly Deluxe» і вийшло 2008 року, був включений новий сингл «Daylight» (за участю репера Тревіса МакКоя з хіп-хоп-гурту Gym Class Heroes). «Ms. Kelly Deluxe» зайняв 23-е місце в хіт-параді Великої Британії.
Виконавиця хіта 2009 року «When love takes over» у співпраці з Давідом Геттою. Першою країною з колишнього СРСР, яку Роуленд відвідала, став Азербайджан. Співачка виступила із сольною програмою 8 жовтня 2009 року в Баку.

## Дискографія
- 2002 — «Simply Deep»
- 2007 — «Ms. Kelly»
- 2011 — «Here I Am»

## Фільмографія
- The Hughleys (телесеріал, 2002)
- Фредді проти Джейсона (фільм, 2003)
- American Dreams (телесеріал, 2003)
- Eve (телесеріал, 2003)
- The Seat Filler (фільм, 2004)
- Girlfriends (телесеріал, 2006)

## Нагороди
За сингл «Dilemma» Роуленд отримала нагороди (2003):
- «Греммі» в номінації «Найкраще реп/пісенне сумісне виконання»
- «London's Favorite International Single»
- «Best Video International»
- «Hot Rap Track of The Year»

Інші нагороди:
- «Best R&B International» (2003)